# Линчиха
Линчиха — река в России, течёт по территории Вилегодского района Архангельской области и Лузского района Кировской области. Устье реки находится в 21 км по левому берегу реки Шетьяс. Длина реки составляет 12 км.

## Данные водного реестра
По данным государственного водного реестра России относится к Двинско-Печорскому бассейновому округу, водохозяйственный участок реки — Вычегда от города Сыктывкар и до устья, речной подбассейн реки — Вычегда. Речной бассейн реки — Северная Двина.
Код объекта в государственном водном реестре — 03020200212103000024884.